# پیر ژوزف پلتیه
پیر ژوزف پلتیه (فرانسوی: Pierre Joseph Pelletier‎؛ ۲۲ مارس ۱۷۸۸ – ۱۹ ژوئیهٔ ۱۸۴۲) یک دانشمند در زمینه شیمی اهل فرانسه بود.